# Bruno Venturini
Pour les articles homonymes, voir Venturini.
Bruno Venturini (né le 26 septembre 1911 à Carrare en Toscane et mort le 7 mars 1991 à Lecce dans les Pouilles) est un footballeur italien des années 1930.

## Biographie
En tant gardien de but, Bruno Venturini est international italien à quatre reprises pour aucun but. Ses quatre sélections sont jouées dans le cadre des JO 1936. Il est titulaire dans tous les matchs et remporte la médaille d'or.
Il joue dans différents clubs italiens de première et de deuxième divisions (Carrarese Calcio, AC Fiorentina, Spezia Calcio et Sampierdarenese) mais il ne fait mieux qu'une 4e place en Serie A en 1932.

## Palmarès
- Jeux olympiques

- - Médaille d'or en 1936